# Campeonato Mundial Junior de Atletismo de 1994
El V Campeonato Mundial Junior de Atletismo se celebró del 20 al 24 de julio de 1994 en la ciudad de Lisboa, Portugal. La sede del evento fue el Estadio Universitario de Lisboa.

## Participantes
1139 atletas de 143 países participaron en el evento.
- Albania (2)
- Argelia (10)
- Samoa Americana (1)
- Andorra (1)
- Angola (2)
- Argentina (4)
- Australia (48)
- Austria (1)
- Azerbaiyán (2)
- Bahamas (9)
- Barbados (4)
- Bielorrusia (8)
- Bélgica (10)
- Benín (1)
- Bermudas (1)
- Bolivia (2)
- Bosnia y Herzegovina (2)
- Botsuana (2)
- Brasil (16)
- Islas Vírgenes Británicas (1)
- Bulgaria (11)
- Burkina Faso (1)
- Burundi (2)
- Canadá (18)
- Cabo Verde (1)
- Islas Caimán (1)
- Chad (1)
- Chile (2)
- China (28)
- República de China (13)
- Colombia (3)
- Costa Rica (1)
- Costa de Marfil (2)
- Croacia (3)
- Cuba (27)
- Chipre (2)
- República Checa (17)
- Dinamarca (3)
- Yibuti (1)
- Ecuador (3)
- Egipto (2)
- El Salvador (1)
- Guinea Ecuatorial (1)
- Estonia (1)
- Etiopía (16)
- Fiyi (1)
- Finlandia (34)
- Francia (39)
- Gambia (1)
- Georgia (1)
- Alemania (61)
- Ghana (2)
- Gibraltar (1)
- Reino Unido (40)
- Grecia (16)
- Guam (1)
- Guinea (1)
- Guyana (1)
- Haití (1)
- Honduras (1)
- Hungría (19)
- Islandia (2)
- Irlanda (7)
- Israel (3)
- Italia (34)
- Jamaica (26)
- Japón (47)
- Jordania (1)
- Kazajistán (5)
- Kenia (19)
- Kuwait (1)
- Kirguistán (2)
- Letonia (7)
- Lesoto (2)
- Lituania (2)
- Macedonia del Norte (2)
- Madagascar (1)
- Malaui (2)
- Malasia (1)
- Maldivas (1)
- Mali (2)
- Mauritania (1)
- Mauricio (2)
- México (12)
- Moldavia (6)
- Mongolia (1)
- Marruecos (3)
- Mozambique (1)
- Birmania (2)
- Namibia (2)
- Nepal (2)
- Países Bajos (8)
- Nueva Zelanda (15)
- Nigeria (10)
- Níger (2)
- Noruega (15)
- Palestina (1)
- Paraguay (1)
- Perú (1)
- Filipinas (1)
- Polonia (20)
- Portugal (21)
- Puerto Rico (2)
- Catar (3)
- Rumania (22)
- Rusia (44)
- San Cristóbal y Nieves (1)
- Santa Lucía (1)
- San Vicente y las Granadinas (1)
- San Marino (2)
- Santo Tomé y Príncipe (2)
- Arabia Saudita (8)
- Senegal (2)
- Seychelles (2)
- Sierra Leona (1)
- Singapur (1)
- Eslovaquia (12)
- Eslovenia (9)
- Sudáfrica (20)
- Corea del Sur (11)
- España (42)
- Sudán (1)
- Suazilandia (1)
- Suecia (22)
- Suiza (9)
- Tayikistán (2)
- Togo (1)
- Tonga (1)
- Trinidad y Tobago (2)
- Túnez (2)
- Turquía (4)
- Turkmenistán (2)
- Uganda (1)
- Ucrania (16)
- EAU (1)
- Estados Unidos (69)
- Uruguay (1)
- Uzbekistán (3)
- Yemen (2)
- Yugoslavia (8)
- Zaire  (1)
- Zambia (1)
- Zimbabue (1)

## Resultados

### Masculino
| Evento                  | Oro                                                                            | Plata                                                                      | Bronce                                                                                 |
| ----------------------- | ------------------------------------------------------------------------------ | -------------------------------------------------------------------------- | -------------------------------------------------------------------------------------- |
| 100 metros              | Deji Aliu 10.21                                                                | Jason Gardener 10.25                                                       | Deworski Odom 10.26                                                                    |
| 200 metros              | Tony Wheeler 20.62                                                             | Deji Aliu 20.88                                                            | Ian Mackie 20.95                                                                       |
| 400 metros              | Awotoro Adediran 45.83                                                         | Ramon Clay 46.13                                                           | Shaun Farrell 46.31                                                                    |
| 800 metros              | Paul Byrne 1:47.42                                                             | Japheth Kimutai 1:48.22                                                    | Alain Miranda 1:48.24                                                                  |
| 1500 metros             | Julius Achon 3:39.78                                                           | André Bucher 3:40.46                                                       | Philip Mosima 3:41.09                                                                  |
| 5000 metros             | Daniel Komen 13:45.37                                                          | Habte Jifar 13:49.70                                                       | Giuliano Battocletti 13:51.16                                                          |
| 10000 metros            | Daniel Komen 28:29.74                                                          | Kenji Takao 28:55.24                                                       | Michitane Noda 29:00.55                                                                |
| 20 kilómetros           | Clodoaldo da Silva 1:03:21                                                     | Carlos García 1:03:38                                                      | Antonello Landi 1:03:40                                                                |
| 110 metros vallas       | Frank Busemann 13.47                                                           | Dudley Dorival 13.65                                                       | Darius Pemberton 13.93                                                                 |
| 400 metros vallas       | Hennadiy Horbenko 50.56                                                        | Miklós Róth 50.85                                                          | Noel Levy 50.94                                                                        |
| 3000 metros obstáculos  | Paul Chemase 8:31.51                                                           | Julius Chelule 8:33.64                                                     | Yarba Lakhal 8:34.42                                                                   |
| 10000 metros marcha     | Jorge Segura40:26.93                                                           | Yevgeniy Shmalyuk40:32.72                                                  | Artur Meleshkevich 40:35.52                                                            |
| Relevo 4x100 metros     | Reino Unido Jason Gardener Julian Golding Ian Mackie Trevor Cameron 39.60      | Estados Unidos Deworski Odom Tony Simmons Patrick Johnson Toya Jones 39.76 | Canadá · Carlton Chambers · Dave Tomlin · Chris Robinson · Eric Frempong-Manso · 39.90 |
| Relevo 4x400 metros     | Estados Unidos Desmond Johnson Tony Wheeler Milton Campbell Ramon Clay 3:03.32 | Jamaica Rohan McDonald Davian Clarke Mario Watts Michael McDonald 3:04.12  | Reino Unido Guy Bullock Nick Budden Noel Levy Mark Hylton 3:06.59                      |
| Salto Alto              | Jagan Hames 2.23                                                               | Antoine Burke 2.20                                                         | Mika Polku 2.20                                                                        |
| Salto con pértiga       | Viktor Chistyakov 5.60                                                         | Dmitriy Markov 5.50                                                        | Taoufik Lachheb 5.30                                                                   |
| Salto Largo             | Gregor Cankar 8.04                                                             | Bogdan Tarus 8.01                                                          | Shigeru Tagawa 7.85                                                                    |
| Salto Triple            | Onochie Achike 16.67                                                           | Leonard Cobb 16.65                                                         | Ronald Servius 16.55                                                                   |
| Lanzamiento de Bala     | Adam Nelson 18.34                                                              | Andreas Gustafsson 17.95                                                   | Ville Tiisanoja 17.90                                                                  |
| Lanzamiento de Disco    | Frantz Kruger 58.22                                                            | Julio Piñero 57.80                                                         | Timo Sinervo 56.76                                                                     |
| Lanzamiento de Jabalina | Marius Corbett 77.98                                                           | Matti Närhi 74.92                                                          | Isbel Luaces 72.82                                                                     |
| Lanzamiento de Martillo | Szymon Ziółkowski 70.44                                                        | Igor Tugay 70.08                                                           | Sergey Vasilyev 66.14                                                                  |
| Decatlón                | Benjamin Jensen 7676                                                           | Klaus Isekenmeier 7298                                                     | Glenn Lindqvist 7288                                                                   |

### Femenino
| Evento                  | Oro                                                                                  | Plata                                                                                  | Bronce                                                                                         |
| ----------------------- | ------------------------------------------------------------------------------------ | -------------------------------------------------------------------------------------- | ---------------------------------------------------------------------------------------------- |
| 100 metros              | Sabrina Kelly 11.36                                                                  | Aspen Burkett 11.40                                                                    | Philomena Mensah 11.43                                                                         |
| 200 metros              | Heide Seÿerling 22.80                                                                | LaKeisha Backus 22.86                                                                  | Tatyana Tkalich 23.35                                                                          |
| 400 metros              | Olabisi Afolabi 51.97                                                                | Monique Hennagan 52.25                                                                 | Hana Benešová 52.60                                                                            |
| 800 metros              | Mioara Cosulianu 2:04.95                                                             | Jackline Maranga 2:05.05                                                               | Kutre Dulecha 2:05.17                                                                          |
| 1500 metros             | Anita Weyermann 4:13.97                                                              | Marta Domínguez 4:14.59                                                                | Atsumi Yashima 4:15.84                                                                         |
| 3000 metros             | Gabriela Szabo 8:47.40                                                               | Susie Power 8:56.93                                                                    | Sally Barsosio 8:59.34                                                                         |
| 10000 metros            | Yoko Yamazaki 32:34.11                                                               | Jackline Okemwa 33:19.51                                                               | Jebiwot Keitany 33:35.98                                                                       |
| 100 metros vallas       | Kirsten Bolm 13.26                                                                   | LaTasha Colander 13.30                                                                 | Diane Allahgreen 13.31                                                                         |
| 400 metros vallas       | Ionela Târlea 56.25                                                                  | Virna De Angeli 56.93                                                                  | Emma Holmqvist 57.23                                                                           |
| 5000 metros marcha      | Irina Stankina 21:05.41                                                              | Susana Feitor 21:12.87                                                                 | Natalya Trofimova 21:24.71                                                                     |
| Relevo 4x100 metros     | Jamaica Tulia Robinson Beverley Langley Kerry-Ann Richards Astia Walker 44.01        | Alemania · Sandra Roos · Gabriele Becker · Sandra Görigk · Esther Möller · 44.78       | Reino Unido Diane Allahgreen Susan Williams Sinead Dudgeon Rebecca Drummond 45.08              |
| Relevo 4x400 metros     | Estados Unidos Cicely Scott Monique Hennagan Michelle Brown Jowanna McMullen 3:32.08 | Rumania · Marinella Mircea · Lavinia Miroiu · Andrea Burlacu · Ionela Tîrlea · 3:36.59 | Alemania · Susanne Merkel · Claudia Angerhausen · Ivonne Teichmann · Ulrike Urbansky · 3:36.65 |
| Salto Alto              | Olga Kaliturina 1.88                                                                 | Kajsa Bergqvist 1.88                                                                   | Amy Acuff Lenka Riháková 1.88                                                                  |
| Salto Largo             | Yelena Lysak 6.72                                                                    | Heli Koivula 6.64                                                                      | Ingvild Larsen 6.39                                                                            |
| Salto Triple            | Yelena Lysak 14.43                                                                   | Ren Ruiping 14.36                                                                      | Tatyana Lebedeva 13.62                                                                         |
| Lanzamiento de Bala     | Cheng Xiaoyan 18.76                                                                  | Yumileidi Cumbá 18.09                                                                  | Claudia Mues 17.07                                                                             |
| Lanzamiento de Disco    | Corrie de Bruin 55.18                                                                | Sabine Sievers 54.86                                                                   | Suzy Powell 52.62                                                                              |
| Lanzamiento de Jabalina | Taina Uppa 59.02                                                                     | María Caridad Álvarez 58.26                                                            | Réka Kovács 55.88                                                                              |
| Heptatlón               | Kathleen Gutjahr 5918                                                                | Regla Cárdenas 5834                                                                    | Ding Ying 5785                                                                                 |

## Medallero
| Núm. | País            | Oro | Plata | Bronce | Total |
| ---- | --------------- | --- | ----- | ------ | ----- |
| 1    | Estados Unidos  | 5   | 8     | 4      | 17    |
| 2    | Rusia           | 5   | 1     | 3      | 9     |
| 3    | Kenia           | 3   | 4     | 3      | 10    |
| 4    | Alemania        | 3   | 3     | 2      | 8     |
| 5    | Rumania         | 3   | 2     | 0      | 5     |
| 6    | Sudáfrica       | 3   | 0     | 0      | 3     |
| 7    | Reino Unido     | 2   | 1     | 5      | 8     |
| 8    | Australia       | 2   | 1     | 0      | 3     |
| 8    | Nigeria         | 2   | 1     | 0      | 3     |
| 8    | Jamaica         | 2   | 1     | 0      | 3     |
| 11   | Finlandia       | 1   | 2     | 4      | 7     |
| 12   | Japón           | 1   | 1     | 3      | 5     |
| 13   | China           | 1   | 1     | 1      | 3     |
| 13   | Ucrania         | 1   | 1     | 1      | 3     |
| 15   | Suiza           | 1   | 1     | 0      | 2     |
| 16   | Noruega         | 1   | 0     | 1      | 2     |
| 17   | Brasil          | 1   | 0     | 0      | 1     |
| 17   | México          | 1   | 0     | 0      | 1     |
| 17   | Países Bajos    | 1   | 0     | 0      | 1     |
| 17   | Polonia         | 1   | 0     | 0      | 1     |
| 17   | Eslovenia       | 1   | 0     | 0      | 1     |
| 17   | Uganda          | 1   | 0     | 0      | 1     |
| 23   | Cuba            | 0   | 3     | 2      | 5     |
| 24   | Suecia          | 0   | 2     | 1      | 3     |
| 25   | España          | 0   | 2     | 0      | 2     |
| 26   | Italia          | 0   | 1     | 2      | 3     |
| 27   | Bielorrusia     | 0   | 1     | 1      | 2     |
| 27   | Etiopía         | 0   | 1     | 1      | 2     |
| 27   | Hungría         | 0   | 1     | 1      | 2     |
| 30   | Argentina       | 0   | 1     | 0      | 1     |
| 30   | Irlanda         | 0   | 1     | 0      | 1     |
| 30   | Portugal        | 0   | 1     | 0      | 1     |
| 33   | Francia         | 0   | 0     | 2      | 2     |
| 34   | Canadá          | 0   | 0     | 1      | 1     |
| 34   | República Checa | 0   | 0     | 1      | 1     |
| 34   | Ghana           | 0   | 0     | 1      | 1     |
| 34   | Marruecos       | 0   | 0     | 1      | 1     |
| 34   | Nueva Zelanda   | 0   | 0     | 1      | 1     |
| 34   | Eslovaquia      | 0   | 0     | 1      | 1     |